# Raimu
Raimu, vlastním jménem Jules Auguste Muraire (18. prosince 1883, Toulon – 20. září 1946, Neuilly-sur-Seine) byl francouzský herec a komik, jehož sláva kulminovala ve 30. a 40. letech 20. století. Začínal ve známém pařížském kabaretu Folies Bergère. U filmu mu dal nejvíce příležitostí Sacha Guitry, který obdivoval Raimův komický talent, Marcel Pagnol mu věřil i ve vážnějších rolích (hrál v jeho filmech César, La Femme du boulanger či La Fille du puisatier). Orson Welles ho označil za "největšího herce všech dob".

## Filmografie
- 1912: L'Agence Cacahuète
- 1912: Godasse fumiste
- 1913: L'Homme nu
- 1915: Paris pendant la guerre
- 1916: Sacré Joseph
- 1916: L'Enlèvement de Vénus
- 1917: Le Vagabond
- 1931: Le Blanc et le Noir
- 1931: Mam'zelle Nitouche
- 1931: Marius
- 1932: La Petite Chocolatière
- 1932: Fanny
- 1932: Les Gaietés de l'escadron
- 1933: Charlemagne
- 1933: Théodore et Cie
- 1934: J'ai une idée
- 1934: Ces messieurs de la Santé
- 1934: Tartarin de Tarascon
- 1934: Minuit, place Pigalle
- 1935: L'École des cocottes
- 1935: Gaspard de Besse
- 1936: Le Roi
- 1936: Le Secret de polichinelle
- 1936: César
- 1936: Faisons un rêve
- 1936: Les Jumeaux de Brighton
- 1937: Les Rois du sport
- 1937: Vous n'avez rien à déclarer?
- 1937: La Chaste Suzanne
- 1937: Un carnet de bal
- 1937: Le Fauteuil 47
- 1937: Les Perles de la couronne
- 1937: Gribouille
- 1938: La Femme du boulanger
- 1938: Le Héros de la Marne
- 1938: Les Nouveaux riches
- 1938: L'Étrange Monsieur Victor
- 1939: L'Homme qui cherche la vérité
- 1939: Noix de coco
- 1939: Monsieur Brotonneau
- 1939: Dernière Jeunesse
- 1939: Le Duel
- 1940: La Fille du puisatier
- 1941: Parade en sept nuits
- 1942: Les Inconnus dans la maison
- 1942: Monsieur La Souris
- 1942: Les Petits Riens
- 1942: L'Arlésienne
- 1942: Le Bienfaiteur
- 1943: Le Colonel Chabert
- 1945: Untel père et fils
- 1946: Les Gueux au paradis
- 1946: L'Homme au chapeau rond